# Зелений хлопчик-мізинець
«Зелений хлопчик-мізинець» (англ. Green Thumb) — науково-фантастичне оповідання Кліффорда Сімака, вперше опубліковане журналом «Galaxy Science Fiction» в липні 1954 року.

## Сюжет
Фермер Піт Скінер показав окружному агенту з розвитку сільського господарства виявлену на ділянці десятифутову яму в формі конуса а поряд з нею гору надзвичайно чистого піску рівного об'єму.
Агент взяв зразки піску та ґрунту з ями і відправив у лабораторію.
Потім до агента звернувся житель, в якого несподіванно загинув весь квітник. Агент відправив проби ґрунту з квітника в лабораторію також.
Повернувшись додому, він знайшов на подвір'ї дивний п'ятифутовий бур'ян, який закинув в гараж.
Після вечері він побачив як «бур'ян» намагається піднятись на ноги. Він забезпечив його поживним ґрунтом, водою, штучним світлом та закрив у гаражі. «Бур'ян» схвалив такі дії. 
Наступного дня агент знайшов у своєму дворі ще 6 мертвих «бур'янів». Напевно вони семеро спустошили квітник напередодні, але отруїлися добривами з ґрунту.
З того часу «бур'ян» почав жити у дворі агента, прикидаючись для сусідів звичайною рослиною.
Він спілкувався з агентом примітивним варіантом телепатії, що дозволяла передавати тільки відчуття.
Результати ґрунту показали наявність чистих металів в піску біля ями і повну виснаженість ґрунту зі спустошеного квітника.
«Бур'ян» спромігся передати образами, що він родом із подвійної зоряної системи. Та навчив агента стимулювати ріст рослин фокусуючи добрі почуття на них.
Одного дня у дворі приземлився космічний корабель, і «бур'ян» попрощавшись вернувся на нього.
Форма корабля підтвердила здогадку, хто забрав родючий ґрунт і залишив натомість гору піску на ділянці Піта Скінера.